# ازرا کونیگ
ازرا کونیگ (انگلیسی: Ezra Koenig؛ زادهٔ ۸ آوریل ۱۹۸۴) موسیقی‌دان، خوانندگی، ترانه‌سرا، آموزگار، تهیه‌کننده اهل ایالات متحده آمریکا است. وی از سال ۲۰۰۶ میلادی تاکنون مشغول فعالیت بوده‌است. کونیگ خواننده اصلی گروه موسیقی ایندی راک ومپایر ویکند است.